# متجه ازدواجي

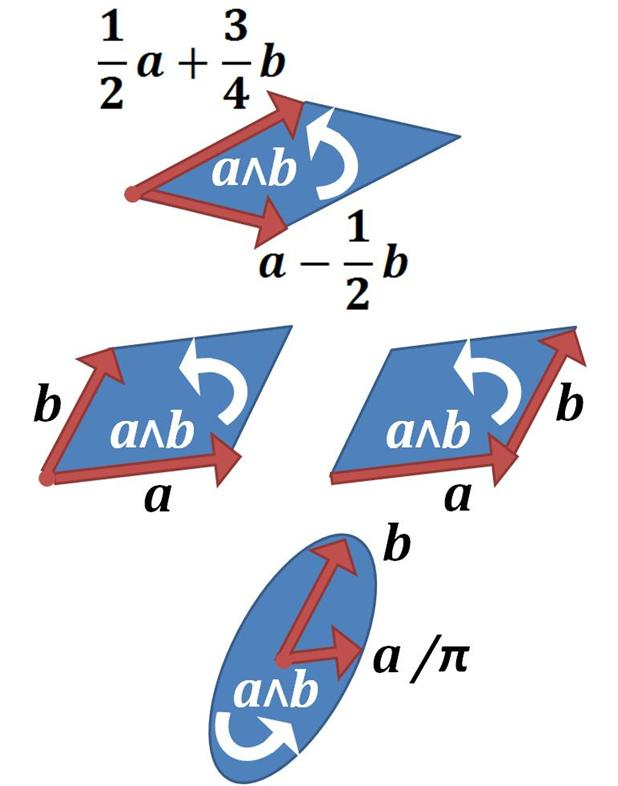
مقاطع مستوية متوازية لها نفس الاتجاه والمساحة المقابلة لنفس المتجه الازدواجي a ∧ b.

في الرياضيات، تكون قيمة المتجه الازدواجي أو المتجه-2 عبارة عن كمية في الجبر الخارجي أو الجبر الهندسي الذي يوسع فكرة الكميات القياسية والمتجهة. إذا تم اعتبار العدد القياسي كمية من الدرجة صفر، والمتجه هو كمية من الدرجة الأولى، فيمكن اعتبار المتجه الازدواجي على أنه من الدرجة الثانية. تمتلك المتجهات الازدواجية تطبيقات في العديد من مجالات الرياضيات والفيزياء. وهي مرتبطة بأعداد مركبة في بعدين وبكل من أشباه المتجهات والكواتيرنيون في ثلاثة أبعاد. يمكن استخدامها لإنشاء دورات في أي عدد من الأبعاد، وهي أداة مفيدة لتصنيف مثل هذه التدويرات. تُستخدم أيضًا في الفيزياء، حيث تربط معًا عددًا من الكميات غير ذات الصلة.